# 小行星4420
小行星4420（4420 Alandreev）是一颗绕太阳运转的小行星，为主小行星带小行星。该小行星于1936年8月15日发现。

## 轨道参数
小行星4420的轨道半长轴为2.6769624 UA，离心率为0.315。